# Wytze Kooistra
Wytze Kooistra (ur. 3 czerwca 1982 w Westerborku) – holenderski siatkarz, grający na pozycji środkowego i atakującego. Od 2005 roku był reprezentantem Holandii. Od sezonu 2015/2016 występuje w drużynie Abiant Lycurgus Groningen.

## Sukcesy klubowe
Puchar Top Teams:
- 2003

Mistrzostwo Holandii:
- 2003, 2016, 2017, 2018
- 2019

Puchar CEV:
- 2008

Puchar Polski:
- 2012

Liga Mistrzów:
- 2012

Mistrzostwo Polski:
- 2012

Superpuchar Polski:
- 2012

Klubowe Mistrzostwa Świata:
- 2012

Mistrzostwo Grecji:
- 2015

Superpuchar Holandii:
- 2015, 2016, 2017

Puchar Holandii:
- 2020

## Sukcesy reprezentacyjne
Liga Europejska:
- 2006, 2012
- 2004

Memoriał Huberta Jerzego Wagnera:
- 2005
- 2013

## Nagrody indywidualne
- 2005: Najlepszy blokujący Mistrzostw Holandii w sezonie 2004/2005
- 2005: Najlepszy blokujący Memoriału Huberta Jerzego Wagnera